# Jerry Glanville
Jerry Michael Glanville (Perrysburg, Ohio, 1941. október 14. –) NASCAR-versenyző és amerikaifutball-edző; 2007 és 2009 között a Portland State Vikings vezetőedzője, 2024-től a Northwestern Oklahoma State Rangers defensive backjeinek edzője. Korábban az HBO, a CBS és a Fox Sports elemzője volt.
A Houston Oilersnél azt mondta, hogy az NFL jelentése számára „not-for-long” („nem sokáig”); ezzel Jim Daopoulo bíró döntéseit kritizálta.

## Tanulmányai
1959-ben érettségizett a perrysburgi középiskolában. Alapdiplomáját az Észak-michigani Egyetemen, mesterdiplomáját a Nyugat-kentuckyi Egyetemen szerezte. Szobatársa Joe Bugel edző volt, akivel a mérkőzéseket pizzás dobozokra rajzolták fel.

## Pályafutása

### Edzőként

#### NFL
1974 és 1976 között a Detroit Lions csapatkoordinátora, 1977–1978-ban az Atlanta Falcons másodedzője, 1979 és 1982 között pedig védőkoordinátora volt. 1983-ban a Buffalo Bills másodedzői, 1984–1985-ben pedig a Houston Oilers védőkoordinátori pozícióját töltötte be. 1985-ben a Houston Oilers ideiglenes, 1986 és 1989 között állandó vezetőedzője, 1990 és 1993 között pedig az Atlanta Falcons vezetőedzője volt.

##### Houston Oilers
1985 és 1989 között az Oilers vezetőedzője volt; nevezetes volt arról, hogy az addigra már egy évtizede halott Elvis Presley számára jegyeket tett félre, fekete ruhákban járt, valamint a James Dean színész által vezetett autók replikáit használta. Csapatának támadójátéka agresszív volt; hazai stadionjukat (Astrodome) a „fájdalom házának” becézték a támadójáték stílusa és a magas zajszint miatt.
Az 1980-as évek elején sikertelen csapatot Glanville alaposan fejlesztette; ő nevelte ki például Warren Moon quarterbacket (akivel nem kedvelték egymást, Glanville könyvében egyszer sem hivatkozik rá névvel). A csapat háromszor jutott ki a rájátszásra, ebből kétszer az AFC divízióbajnokságára. Utolsó mérkőzése az 1989. december 31-ei AFC-meccs volt. Glanville-nek kellett volna felkészítenie a csapatot az 1990 eleji bajnokságra, azonban kirúgták; utódja Jack Pardee lett.

##### Atlanta Falcons
Egy héttel kirúgása után az őt korábban védőkoordinátorként már alkalmazó Falcons vezetőedzője lett. 1990-ben tökéletes szezont zártak, az Oilerst 47–27-re legyőzték. 1991-ben kilenc év után kijutottak a rájátszásra, amit 1978 óta először megnyertek a San Francisco 49ers ellen. A Falcons támadó- és védőjátéka is agresszív volt. 1994-ben Glanville-t kirúgták.
Ken Herock vezérigazgatóval vitában álltak Brett Favre leigazolása miatt, mert Glanville szerint Favre alkoholizmusa és bulizós életstílusa miatt nem alkalmas játékosnak; szerinte „légi baleset kellene hozzá, hogy Favrét elfogadja a csapatban”. A mérkőzések előtt száz dollárban fogadott, hogy Favre képes-e a labdát a stadion harmadik szintjéig feldobni. 1992-ben eladták a Green Bay Packersnek; Glanville szerint ez figyelmeztetés volt számára, mivel még a csapatfotózásról is elkésett.

#### UFL
2011. március 21-én a Hartford Colonials vezetőedzőjévé és igazgatójává nevezték ki. A csapat augusztusban megszűnt, de Glanville egy szezonra a United Football League elemzője maradt.

#### Egyetem
1969 és 1973 között a Georgia Tech Yellow Jackets defensive backjeinek edzője volt. 1967-ben a Western Kentucky Hilltoppers, 2005–2006-ban pedig a Hawaii Rainbow Warriors védőkoordinátora volt.
2007. február 28-án a Portland State Vikings vezetőedzőjévé nevezték ki. 2009. november 17-én közös megegyezéssel távozott.
2024-ben a Northwestern Oklahoma State Rangers védőkoordinátora lett.

#### Visszatérés
2018. február 23-án a Hamilton Tiger-Cats védőkoordinátora lett; a szezon végén magánéleti okok miatt távozott. 2019-ben a Tampa Bay Vipers védőkoordinátora, 2020. október 15-én pedig a The Spring League-beli Conquerors vezetőedzője lett.

### Autóversenyzőként
Autóversenyzőként első mentora Dale Earnhardt hétszeres bajnok volt. Pályafutása a NASCAR 1992-es Xfinity Seriesével kezdődött; első kísérletre nem jutott ki a versenyre, de a Orange County Speedwayen 22. lett. Három év alatt hat versenye volt, legjobb helyezése a Volusia County Speedwayen 1992-ben elért huszadik hely volt. 1999-ben visszatért, de öt kísérletből mindegyik sikertelen volt.
1994-ben az ARCA Hooters SuperCar Series tíz versenyén vett részt, legjobb helyezése a kilencedik volt. 2000 és 2004 között újra versenyzett, legjobb eredménye a negyedik volt. 1995-ben a Skoal Bandit Copper World Classicon 27. lett; 1995 és 1999 között a SuperTruck Series további eseményein is versenyzett; legjobb eredménye a 14. volt.
1996-ban a Slim Jim All Pro Seriesen is részt vett, emellett a Gresham Motorsports Parkban a 23. lett. 1997-ben a Winston West Seriesen hetedik lett. 1997 és 1999 között nyolc Hooters Pro Cup-eseményen versenyzett.
Később a CBS Sports elemzője volt.

## Videójátékban
A Pigskin 621 A.D. Sega Genesisre elkészült változatában, a középkori tematikájú Jerry Glanville’s PigSkin Footbrawlban hallható Glanville hangja.

## Statisztika

### NASCAR

#### Bush Series
| Év                                             | Csapat                | No. | Márka | 1   | 2      | 3       | 4   | 5   | 6       | 7       | 8   | 9       | 10      | 11  | 12     | 13  | 14     | 15      | 16  | 17     | 18      | 19  | 20      | 21  | 22  | 23  | 24  | 25  | 26  | 27  | 28      | 29  | 30  | 31  | 32  | NBSC | Pts |
| ---------------------------------------------- | --------------------- | --- | ----- | --- | ------ | ------- | --- | --- | ------- | ------- | --- | ------- | ------- | --- | ------ | --- | ------ | ------- | --- | ------ | ------- | --- | ------- | --- | --- | --- | --- | --- | --- | --- | ------- | --- | --- | --- | --- | ---- | --- |
| 1992                                           | Speedway Motorsports  | 56  | Buick | DAY | CAR    | RCH     | ATL | MAR | DAR     | BRI     | HCY | LAN DNQ | DUB     | NZH | CLT    | DOV | ROU 22 | MYB 28  | GLN | VOL 20 | NHA     | TAL | IRP     | ROU | MCH | NHA | BRI | DAR | RCH | DOV | CLT     | MAR | CAR | HCY | –   | 65.  | 279 |
| 1993                                           | Glanville Motorsports | 81  | Ford  | DAY | CAR 40 | RCH     | DAR | BRI | HCY DNQ | ROU DNQ | MAR | NZH     | CLT     | DOV | MYB 27 | GLN | MLW 27 | TAL     | IRP | MCH    | NHA     | BRI | DAR     | RCH | DOV | ROU | CLT | MAR | CAR | HCY | ATL QL† | –   | –   | –   | –   | 67.  | 210 |
| 1994                                           | Glanville Motorsports | 81  | Ford  | DAY | CAR    | RCH     | ATL | MAR | DAR     | HCY DNQ | BRI | ROU     | NHA     | NZH | CLT    | DOV | MYB    | GLN     | MLW | SBO    | TAL     | HCY | IRP     | MCH | BRI | DAR | RCH | DOV | CLV | MAR | CAR     | –   | –   | –   | –   | –    | –   |
| 1999                                           | Glanville Motorsports | 81  | Chevy | DAY | CAR    | LVS DNQ | ATL | DAR | TEX     | NSV     | BRI | TAL     | CAL DNQ | NHA | RCH    | NZH | CLT    | DOV DNQ | SBO | GLN    | MLW DNQ | MYB | PPR DNQ | GTY | IRP | MCH | BRI | DAR | RCH | DOV | CLT     | CAR | MEM | PHO | HOM | –    | –   |
| Jelmagyarázat: † Ronald Cooper helyettesítette |                       |     |       |     |        |         |     |     |         |         |     |         |         |     |        |     |        |         |     |        |         |     |         |     |     |     |     |     |     |     |         |     |     |     |     |      |     |

#### Craftsman Truck Series
| Év   | Csapat                | No. | Márka | 1      | 2      | 3       | 4       | 5      | 6      | 7      | 8      | 9      | 10      | 11     | 12     | 13     | 14     | 15     | 16  | 17      | 18  | 19  | 20  | 21  | 22  | 23  | 24  | 25  | 26  | 27  | NCTC | Pts  |
| ---- | --------------------- | --- | ----- | ------ | ------ | ------- | ------- | ------ | ------ | ------ | ------ | ------ | ------- | ------ | ------ | ------ | ------ | ------ | --- | ------- | --- | --- | --- | --- | --- | --- | --- | --- | --- | --- | ---- | ---- |
| 1995 | Glanville Motorsports | 81  | Ford  | PHO 27 | TUS 14 | SGS 19  | MMR DNQ | POR 18 | EVG 22 | I70 25 | LVL 14 | BRI 22 | MLW 21  | CNS 18 | HPT 32 | IRP 18 | FLM 17 | RCH 22 | MAR | NWS     | SON | MMR | PHO | –   | –   | –   | –   | –   | –   | –   | 18.  | 1482 |
| 1996 | Glanville Motorsports | 81  | Ford  | HOM 22 | PHO    | POR     | EVG     | TUS 22 | CNS 22 | HPT    | BRI    | NZH    | MLW 14  | LVL    | I70    | IRP    | FLM    | GLN    | NSV | RCH     | NHA | MAR | NWS | SON | MMR | PHO | LVS | –   | –   | –   | 43.  | 515  |
| 1997 | Glanville Motorsports | 81  | Ford  | WDW    | TUS    | HOM DNQ | PHO 32  | POR    | EVG    | I70    | NHA    | TEX    | BRI     | NZH    | MLW 29 | LVL    | CNS    | HPT    | IRP | FLM     | NSV | GLN | RCH | MAR | SON | MMR | CAL | PHO | LVS | –   | 92.  | 150  |
| 1998 | Glanville Motorsports | 81  | Ford  | WDW    | HOM    | PHQ INQ | POR     | EVG    | I70    | GLN    | TEX    | BRI    | MLW DNQ | NZH    | CAL    | PPR 36 | IRP    | NHA    | FLM | NSV DNQ | HPT | LVL | RCH | MEM | GTY | MAR | SON | MMR | PHO | LVS | 61.  | 223  |
| 1999 | Glanville Motorsports | 81  | Ford  | HOM    | PHO 24 | EVG     | MMR     | MAR    | MEM    | PPR 27 | I70    | BRI    | TEX     | PIR    | GLN    | MLW 25 | NSV    | NZH    | MCH | NHA 23  | IRP | GTY | HPT | RCH | LVS | LVL | TEX | CAL | –   | –   | 47.  | 352  |

#### Winston West Series
| Év   | Csapat                | No. | Márka | 1   | 2      | 3      | 4      | 5      | 6   | 7   | 8   | 9      | 10    | 11  | 12  | 13  | 14  | NWWC | Pts |
| ---- | --------------------- | --- | ----- | --- | ------ | ------ | ------ | ------ | --- | --- | --- | ------ | ----- | --- | --- | --- | --- | ---- | --- |
| 1997 | Glanville Motorsports | 81  | Ford  | TUS | AMP    | SON    | TUS    | MMR    | LVS | CAL | EVG | POR    | PPR 7 | AMP | SON | MMR | LVS | 58.  | 146 |
| 1998 | Glanville Motorsports | 81  | Ford  | TUS | LVS 3  | PHO    | CAL    | HPT    | MMR | AMP | POR | CAL 21 | PPR 7 | EVG | SON | MMR | LVS | 35.  | 411 |
| 1999 | Glanville Motorsports | 81  | Ford  | TUS | LVS 18 | PHO 17 | CAL 16 | PPR 18 | MMR | IRW | EVG | POR    | IRW   | RMR | LVS | MMR | MOT | 33.  | 445 |
| 2000 | Glanville Motorsports | 81  | Ford  | PHO | MMR    | LVS 11 | CAL 6  | LAG    | IRW | POR | EVG | IRW    | RMR   | MMR | IRW | –   | –   | 34.  | 280 |

### ARCA Re/Max Series
| Év   | Csapat                | No. | Márka | 1   | 2      | 3      | 4      | 5      | 6       | 7      | 8      | 9      | 10     | 11  | 12    | 13     | 14    | 15     | 16  | 17  | 18  | 19  | 20  | 21  | 22  | 23  | 24  | 25  | ARMC | Pts  |
| ---- | --------------------- | --- | ----- | --- | ------ | ------ | ------ | ------ | ------- | ------ | ------ | ------ | ------ | --- | ----- | ------ | ----- | ------ | --- | --- | --- | --- | --- | --- | --- | --- | --- | --- | ---- | ---- |
| 1994 | Glanville Motorsports | 81  | Ford  | DAY | TAL 29 | FIF 15 | LVL 14 | KIL 22 | TOL 11  | FRS 13 | MCH 15 | DMS 9  | POC 29 | POC | KIL   | FRS    | INF   | I70 8  | ISF | DSF | TOL | SLM | WIN | ATL | –   | –   | –   | –   | 18.  | 1745 |
| 2000 | Glanville Motorsports | 81  | Ford  | DAY | SLM    | AND    | CLT 27 | KIL    | FRS     | MCH    | POC    | TOL 27 | KEN    | BLN | POC   | WIN    | ISF   | KEN    | DSF | SLM | CLT | TAL | ATL | –   | –   | –   | –   | –   | 78.  | 250  |
| 2001 | Glanville Motorsports | 81  | Ford  | DAY | NSH    | WIN    | SLM    | GTY    | KEN 10  | CLT 35 | KAN    | MCH 4  | POC    | MEM | GLN   | KEN 19 | MCH 6 | POC    | NSH | ISF | CHI | DSF | SLM | TOL | BLN | CLT | TAL | ATL | 46.  | 790  |
| 2002 | Glanville Motorsports | 81  | Ford  | DAY | ATL    | NSH 4  | SLM    | KEN 19 | CLT 18  | KAN 37 | POC    | MCH 35 | TOL    | SBO | KEN 6 | BLN    | POC   | NSH 10 | ISF | WIN | DSF | CHI | SLM | TAL | CLT | –   | –   | –   | 31.  | 965  |
| 2003 | Glanville Motorsports | 81  | Dodge | DAY | ATL    | NSH 6  | SLM    | TOL    | KEN DNQ | CLT    | BLN    | KAN    | MCH    | LER | POC   | POC    | NSH   | ISF    | WIN | DSF | CHI | SLM | TAL | CLT | SBO | –   | –   | –   | 113. | 225  |
| 2004 | Norm Benning Racing   | 8   | Dodge | DAY | NSH    | SLM    | KEN    | TOL    | CLT     | KAN    | POC    | MCH 23 | SBO    | BLN | KEN   | GTW    | POC   | LER    | NSH | ISF | TOL | DSF | CHI | SLM | TAL | –   | –   | –   | 150. | 115  |

## Eredményei vezetőedzőként

### Egyetemi
| Év                                          | Eredmény                                    | Eredmény                                    | Helyezés                                    |
| Év                                          | Összesített                                 | Konferencia                                 | Helyezés                                    |
| Portland State Vikings (Big Sky Conference) | Portland State Vikings (Big Sky Conference) | Portland State Vikings (Big Sky Conference) | Portland State Vikings (Big Sky Conference) |
| ------------------------------------------- | ------------------------------------------- | ------------------------------------------- | ------------------------------------------- |
| 2007                                        | 3–8                                         | 3–5                                         | T–6.                                        |
| 2008                                        | 4–7                                         | 3–5                                         | T–6.                                        |
| 2009                                        | 2–9                                         | 1–7                                         | 8.                                          |
| Összesen:                                   | 9–24                                        | 7–17                                        | –                                           |

### NFL
| Csapat          | Év        | Szezon | Szezon | Szezon | Szezon           | Rájátszás | Rájátszás | Rájátszás | Rájátszás |
| Csapat          | Év        | GY     | V      | %      | Továbbjutás      | GY        | V         | %         | Eredmény  |
| --------------- | --------- | ------ | ------ | ------ | ---------------- | --------- | --------- | --------- | --------- |
| Houston Rockets | 1985      | 0      | 2      | .000   | 4. (AFC Central) | –         | –         | –         | –         |
| Houston Rockets | 1986      | 5      | 11     | .313   | 4. (AFC Central) | –         | –         | –         | –         |
| Houston Rockets | 1987      | 9      | 6      | .600   | 2. (AFC Central) | 1         | 1         | .500      | Kikapott  |
| Houston Rockets | 1988      | 10     | 6      | .625   | 3. (AFC Central) | 1         | 1         | .500      | Kikapott  |
| Houston Rockets | 1989      | 9      | 7      | .563   | 2. (AFC Central) | 0         | 1         | .000      | Kikapott  |
| Eredmény:       | Eredmény: | 33     | 32     | .508   | –                | 2         | 3         | .400      | –         |
| Atlanta Falcons | 1990      | 5      | 11     | .313   | 4. (NFC West)    | –         | –         | –         | –         |
| Atlanta Falcons | 1991      | 10     | 6      | .625   | 2. (NFC West)    | 1         | 1         | .500      | Kikapott  |
| Atlanta Falcons | 1992      | 6      | 10     | .375   | 3. (NFC West)    | –         | –         | –         | –         |
| Atlanta Falcons | 1993      | 6      | 10     | .375   | 3. (NFC West)    | –         | –         | –         | –         |
| Eredmény:       | Eredmény: | 27     | 37     | .422   | –                | 1         | 1         | .500      | –         |
| Összesen:       | Összesen: | 60     | 69     | .465   | –                | 3         | 4         | .429      | –         |

## Fordítás
- Ez a szócikk részben vagy egészben  a   Jerry Glanville című angol Wikipédia-szócikk ezen változatának fordításán alapul.  Az eredeti cikk szerkesztőit annak laptörténete sorolja fel. Ez a jelzés csupán a megfogalmazás eredetét és a szerzői jogokat jelzi, nem szolgál a cikkben szereplő információk forrásmegjelöléseként.